# Эдым
Эдым — река в России, протекает в Прилузском районе Республики Коми. Устье реки находится в 1 км по правому берегу реки Гыркуль. Длина реки составляет 28 км.
Исток реки в лесном массиве на Северных Увалах на восточном склоне холма Грань (196 м НУМ) в 18 км к северо-востоку от посёлка Ваймес. Река течёт на юго-восток, всё течение проходит по ненаселённому холмистому лесному массиву. Приток — Куйшорил (правый). Впадает в Гыркуль в 2 км к северу от посёлка Ваймес незадолго до впадения самого Гыркуля в Лузу.

## Данные водного реестра
По данным государственного водного реестра России и геоинформационной системы водохозяйственного районирования территории РФ, подготовленной Федеральным агентством водных ресурсов:
- Бассейновый округ — Двинско-Печорский
- Речной бассейн — Северная Двина
- Речной подбассейн — Малая Северная Двина
- Водохозяйственный участок — Юг
- Код водного объекта — 03020100212103000012099